# 제29회 홍콩 영화 금상장
제29회 홍콩 영화 금상장은 2010년 4월 18일에 열린 시상식이다.

## 수상 및 후보

### 작품상
- 8인: 최후의 결사단 - 진덕삼 수상
- 적벽대전 2부 - 최후의 결전 - 오우삼
- KJ KJ - 청 킹와이
- 신주쿠 사건 - 이동승
- 절은풍운 - 맥조휘 외 1명

### 감독상
- 8인: 최후의 결사단 - 진덕삼 수상
- 밤과 안개 - 허안화
- 적벽대전 2부 - 최후의 결전 - 오우삼
- 신주쿠 사건 - 이동승
- 절은풍운 - 맥조휘 외 1명

### 각본상
- 세월신투 - 나계예 수상
- 8인: 최후의 결사단 - 곽준립 외 3명
- 재생호 - 위가휘 외 1명
- 엑시던트 - 사도금원 외 2명 및 Milkyway Creative Team
- 절은풍운 - 맥조휘 외 1명

### 남우주연상
- 세월신투 - 임달화 수상
- 8인: 최후의 결사단 - 왕학기
- 밤과 안개 - 임달화
- 살인범 - 곽부성
- 절은풍운 - 유청운

### 여우주연상
- 새벽의 끝 - 혜영홍 수상
- 밤과 안개 - 장징추
- 뮬란 - 자오웨이
- 라스트 프로포즈 - 서기
- 세월신투 - 오군여

### 남우조연상
- 8인: 최후의 결사단 - 사정봉 수상
- 8인: 최후의 결사단 - 양가휘
- 적벽대전 2부 - 최후의 결전 - 장첸
- 엑시던트 - 풍쉬범
- 절은풍운 - 방중신

### 여우조연상
- 엑시던트 - 협선 수상
- 8인: 최후의 결사단 - 리위춘
- 8인: 최후의 결사단 - 판빙빙
- 적벽대전 2부 - 최후의 결전 - 자오웨이
- 라스트 프로포즈 - 하운시

### 신인상
- 세월신투 - 리즈팅 수상
- 터닝 포인트 - 진법랍
- 8인: 최후의 결사단 - 리위춘
- 눈물의 왕자 - 주선
- 세월신투 - 종소도

### 촬영상
- 8인: 최후의 결사단 - 황악태 수상
- 엠파이어 오브 실버 - 반요명
- 적벽대전 2부 - 최후의 결전 - 뤼러 외 1명
- 눈물의 왕자 - 진정창
- 신주쿠 사건 - 키타 노부야스

### 미술상
- 8인: 최후의 결사단 - 맥국강 수상
- 엠파이어 오브 실버 - Chang Chi Ping 외 1명
- 적벽대전 2부 - 최후의 결전 - 티미 입
- 풍운 2 - 해중문
- 눈물의 왕자 - Yonfan 외 1명

### 의상&메이크업상
- 8인: 최후의 결사단 - 오리로 수상
- 엠파이어 오브 실버 - Man Yung Ling
- 적벽대전 2부 - 최후의 결전 - 티미 입
- 풍운 2 - 해중문
- 눈물의 왕자 - Yonfan 외 1명

### 무술감독상
- 8인: 최후의 결사단 - 동위 외 1명 수상
- 적벽대전 2부 - 최후의 결전 - 원규
- 풍운 2 - Ma Yuk Sing
- 신주쿠 사건 - Chin Ka Lok
- 금의위 - Ku Huen Chiu

### 영화음악상
- 8인: 최후의 결사단 - 진광영 수상
- 적벽대전 2부 - 최후의 결전 - 이와시로 타로
- 눈물의 왕자 - Yu Yat Yiu
- 복수 - Lo Tayu
- 스바루 - Hideharu Mori 외 1명

### 주제가상
- 세월신투 - 노관정 수상
- 8인: 최후의 결사단 - Chan Kwong Wing
- 적벽대전 2부 - 최후의 결전 - 이와시로 타로
- 뮬란 - Li Shih Song
- 맥덜, 쿵후 유치원 - The Pancakes

### 아시아영화상
- 굿' 바이: Good & Bye - 타키타 요지로 수상
- 난징!난징! - 루 추안
- 건국대업 - 한싼핑
- 바람의 소리 - 진국부 외 1명
- 벼랑 위의 포뇨 - 미야자키 하야오